# Chiesa di San Leonardo (San Leonardo, Italia)
La chiesa di San Leonardo è la parrocchiale di San Leonardo, in provincia e arcidiocesi di Udine; fa parte della forania del Friuli Orientale.

## Storia
La pieve di San Leonardo, sorta forse prima dell'anno mille e divenuta uno dei più importanti centri ecclesiastici delle Valli del Natisone pur rimanendo pertinenza del capitolo di Cividale del Friuli, era di certo già esistente nel XII secolo. Tuttavia, la prima citazione della sua presenza risale solo al 1351 ed è contenuta nel Liber Definitorum Capitularium; l'elenco dei rettori parte invece dal Quattrocento.
Il 22 luglio 1717 il capitolo cividalese diede il benestare al rifacimento della chiesa; i lavori vennero condotti entro la fine di quell'anno.
Il complesso fu interessato nel 1777 da un nuovo rimaneggiamento, approvato il 12 aprile, in occasione del quale il campanile venne risistemato; pochi anni dopo, nel 1783 la chiesa fu dotata di nuove suppellettili. 
La struttura venne ampliata nel 1827, per poi venir consacrata nel medesimo anno.
Nel 1976 il terremoto del Friuli arrecò alla chiesa diversi danni, che furono poi sanati tra il 1984 e il 1986 con un intervento di ristrutturazione condotto su disegno dell'architetto Antonio Fasolo; nel 2001 un nuovo restauro interessò le coperture della parrocchiale e della torre campanaria.

## Descrizione

### Esterno
La facciata a capanna della chiesa, sopraelevata di sette gradini e anticipata dal pronao con colonne in pietra che sorreggono il tetto a tre falde, presenta al centro il portale maggiore con cornice modanata, ai suoi lati due finestrelle sormontate da altrettante nicchie, al cui interno si trovano dei busti, e infine sulla destra l'accesso secondario; in sommità si apre nel mezzo una finestra di forma semicircolare, oltre a due piccoli sfiati di aerazione. 

### Interno
L'interno dell'edificio è suddiviso da arcate a tutto sesto, rette da massicce colonne in pietra, in tre navate, di cui la centrale coperta dal soffitto piano e le laterali invece voltate a vela; al termine dell'aula si sviluppa il presbiterio, introdotto dall'arco santo, rialzato di un gradino e chiuso dall'abside di forma poligonale.
Qui sono conservate diverse opere di pregio, tra le quali l'altare in marmo affiancato dalle statue che rappresentano i Santi Giuseppe e Gioacchino, l'immagine del Padre Eterno benedicente, la pala ritraente i Santi Leonardo, Sebastiano e Rocco, risalente al 1827, e i due altari laterali in legno, costruiti verso il 1710 in una bottega di Caporetto e impreziositi dalle due tele che raffigurano rispettivamente la Crocifissione e Sant'Apollonia.